# Kivijärvi (Jukkasjärvi socken, Lappland, 751056-174306)
Kivijärvi är en sjö i Kiruna kommun i Lappland och ingår i Torneälvens huvudavrinningsområde. Sjön har en area på 0,0912 kvadratkilometer och ligger 314 meter över havet.

## Delavrinningsområde
Kivijärvi ingår i det delavrinningsområde (750822-174063) som SMHI kallar för Mynnar i Pysäjoki. Medelhöjden är 412 meter över havet och ytan är 19,38 kvadratkilometer. Det finns inga avrinningsområden uppströms utan avrinningsområdet är högsta punkten. Vattendraget som avvattnar avrinningsområdet har biflödesordning 3, vilket innebär att vattnet flödar genom totalt 3 vattendrag innan det når havet efter 337 kilometer. Avrinningsområdet består mestadels av skog (86 procent) och sankmarker (11 procent). Avrinningsområdet har 0,31 kvadratkilometer vattenytor vilket ger det en sjöprocent på 1,6 procent.